# Мамонтовка
Мамо́нтовка (рос. Мамонтовка) — присілок у складі Шатровського району Курганської області, Росія. Входить до складу Мостовської сільської ради.
Населення — 41 особа (2010, 69 у 2002).
Національний склад станом на 2002 рік: росіяни — 99 %.